# ATOM (časopis)
ATOM (Armádní technický obrázkový měsíčník) byl specializovaný časopis, zaměřený na popularizaci armády a vojenské techniky mezi mládeží, který vycházel v letech 1969–1990.
Časopis byl vydáván od roku 1969 vydavatelstvím Magnet ve spolupráci s ministerstvem národní obrany. První číslo vyšlo 5. ledna 1969. V letech 1969–1983 vycházel s podtitulem Armádní technický obrázkový magazín, od čísla 6 (1983) byl podtitul změněn na Armádní technický obrázkový měsíčník. Šéfredaktorem měsíčníku byl Josef Mladějovský.
Obsahem časopisu byly články o vojenské technice, československé i zahraniční. Časopis byl zaměřen především na brance (učně i středoškoláky), pro něž byl odběr časopisu v dané době více méně povinný.
Časopis zanikl v roce 1990, kdy byl nahrazen časopisem ATM s více odborným zaměřením.